# كيسي بورغس
كيسي بورغس (بالإنجليزية: Casey Burgess)‏ هي مغنية وكاتبة أغاني وممثلة أسترالية، ولدت في 19 ديسمبر 1988 في سيدني في أستراليا.
من أشهر أعمالها برنامج الأطفال Hi-5، حيث عوضت دور شارلي روبنسن من سنة 2008 إلى غاية سنة 2013، عندما تركت البرنامج لمتابعة مسيرتها الفردية. كان آخر أداء لها بالفلبين سنة 2013.

## وصلات خارجية
- كيسي بورغس على موقع IMDb (الإنجليزية)
- كيسي بورغس على موقع ديسكوغز (الإنجليزية)
- كيسي بورغس على موقع قاعدة بيانات الفيلم (الإنجليزية)